# Aulus Cecina Sever
Aulus Cecina Sever (llatí: Aulus Caecina Severus) va ser un militar romà que va destacar en temps d'August i Tiberi. L'any 15 dC havia servit en 40 campanyes. Formava part de la família Cecina, d'origen etrusc.
L'any 6 va ser governador de Mèsia quan es van revoltar els dos Batons a les províncies veïnes, Bató de Pannònia i Bató de Dalmàcia. Va marxar ràpidament contra els breucs a Pannònia i els va derrotar després d'una dura batalla, on van morir moltes de les seves tropes, però va haver de tornar a Mèsia on es produïen incursions dels dacis i els sàrmates. A l'any següent va tornar a Pannònia i va obtenir una nova victòria abans d'arribar Germànic. L'any 14 va tenir el comandament com a llegat de Germànic a la Germània Inferior i l'any següent va participar activament en la guerra contra Armini. Per distreure l'atenció de l'enemic Cecina va ser enviat amb 40 cohorts al territori dels brúcters del riu Amísia i quan Germànic va decidir la retirada després d'una batalla de resultat incert, va rebre l'ordre de retornar amb les seves forces al Rin. Però el seu camí passava per una zona de maresmes, on hi havia una via anomenada els Ponts llargs, i aquí va ser atacat per Armini, i les forces romanes quasi destruïdes però va aconseguir rebutjar l'atac i va arribar al riu. Per aquesta victòria va rebre la insígnia del triomf.
Aquest va ser el darrer comandament que se li coneix. L'any 20 es menciona com a autor d'una proposta al senat referida a l'erecció d'un altar a la deessa de la Venjança i el 21 una altra proposta que establia que els governadors provincials no podrien portar a les seves mullers a les províncies sota el seu govern. La proposta, a la qual es van oposar Valeri Messal·lí i Drus, no es va aprovar.